# Arnaldo Angelucci

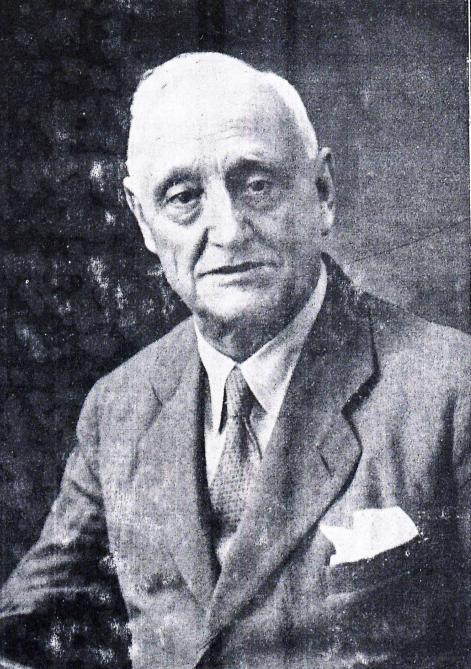
Arnaldo Angelucci

Arnaldo Angelucci (* 15. April 1854 in Subiaco; † 30. November 1933 in Neapel) war ein italienischer Augenarzt.
Angelucci studierte in Rom Medizin und wurde Assistent von Franz Boll. Nach seiner Promotion unternahm er zur wissenschaftlichen Ausbildung Reisen nach Rostock und Paris. Er arbeitete unter den bekannten Ärzten Carl Wilhelm von Zehender, Jean-Martin Charcot und Émile Javal. Angelucci folgte 1884 einer Berufung zum ordentlichen Professor für Augenheilkunde an die Universität Cagliari und kehrte nach Italien zurück. Im Jahre 1905 trat er die Nachfolge von Carlo de Vincetiis an und wurde Direktor der Augenklinik in Neapel.
Im Jahre 1893 gründete Angelucci die ophthalmologische Fachzeitschrift Archivio di ottalmologia.